# Centeterus balearicus
Centeterus balearicus là một loài tò vò trong họ Ichneumonidae.